# Veena Malik
Veena Malik, geboren als Zahida Malik (Rawalpindi, 26 februari 1978), is een Pakistaans actrice, presentatrice, televisiepersoonlijkheid en model. 

## Carrière
Malik maakte haar filmdebuut in 2000 met de film "Tere Pyar Mein" van Sajjad Gul. In 2002 speelde ze in Akbar Khan's "Yeh Dil Aap Ka Huwa" en "Sassi Punno". Later speelde ze in rollen in films die op vrouwen zijn gericht, waaronder "Koi Tujh Sa Kahan" (2005), "Mohabbatan Sachiyan" (2007), "Kyun Tum Se Itna Pyar Hai" (2005), "Kabhi Pyar Na Karna" (2008) en "Ishq Beparwaah" (2008). In 2010 was ze een van de deelnemers van Bigg Boss. In 2012 debuteerde Malik in Bollywood met het lied "Chhanno", wat een grote hit was. In dezelfde maand zong ze ook het lied "Fann Ban Gayi" in "Tere Naal Love Ho Gaya". In hetzelfde jaar maakte ze haar acteerdebuut in de film "Daal Mein Kuch Kaala Hai". In 2013 was haar eerste film Rajiv S. Ruia's dramaserie "Zindagi 50 50", waarin ze de rol van een prostituee had. Ze verscheen in de muziekvideo "Ac Chala Garmi Badi Hai", gezongen door Sukhdeep Grewal. Ze speelde ook in de Punjabi-film "Jatts in Golmaal" (2013). Ze maakte vervolgens haar filmdebuut in de Kannada-talige filmindustrie en verscheen in 2013 in de serie "Dirty Picture: Silk Sakkath Hot", waarin ze het leven van actrice Silk Smitha portretteerde. De film was een succes, evenals de film "Super Model" (2013). Haar laatste Bollywoodfilm was Hemant Madhukar's "Mumbai 125 KM 3D" die op 17 oktober 2014 werd uitgebracht.
Malik heeft twee jaar als vertegenwoordiger bij de Wereldgezondheidsorganisatie gewerkt en is een sponsor van een NGO in Pakistan die werkt met weeskinderen.